# Железничка станица Батајница
Железничка станица Батајница је једна од железничких станица Београдског железничког чвора, пругa Београд—Шид и Београд—Суботица и терминус прве линије БГ ВОЗ-а. Налази се у насељу Батајница у градској општини Земун у Београду. Удаљена је око 1,5 километара од центра насеља. Пруга се наставља ка Новој Пазови у једном смеру, у другом према Земун Пољу и у трећем према Сурчину. Железничка станица Батајница састоји се из 11 колосека.

## Галерија
- 28. март 2022.
- 28. март 2022.
- 27. октобар 2021.